# نيكولاس هاموند (لاعب كريكت)
نيكولاس هاموند (3 فبراير 1998 - ) (بالإنجليزية: Nicholas Hammond)‏ هو لاعب كريكت بريطاني.

## وصلات خارجية
- نيكولاس هاموند (لاعب كريكت) على موقع إي آس بي آن كريك إنفو (الإنجليزية)